# Fischer Sports
Fischer Sports GmbH – austriacki producent sprzętu narciarskiego z siedzibą w Ried im Innkreis, będący częścią grupy Fischer Beteiligungsverwaltungs GmbH.
Przedsiębiorstwo zostało założone w 1924 roku przez Josefa Fischera Seniora, a pierwszymi jego produktami były – oprócz nart – drewniane sanki i wózki ręczne. Początki seryjnej produkcji sprzętu narciarskiego firma datuje na 1936 rok, natomiast w 1958 roku zaprojektowane zostało używane do dziś logo firmy.

Obecnie przedsiębiorstwo produkuje narty biegowe, zjazdowe oraz do skoków narciarskich, wiązania do nart biegowych i zjazdowych, buty do narciarstwa biegowego oraz zjazdowego, a także akcesoria hokejowe. Posiada oddziały w pięciu krajach europejskich (Niemcy, Rosja, Ukraina, Włochy, Francja) oraz w Stanach Zjednoczonych. Fabryki przedsiębiorstwa znajdują się w Austrii oraz w Mukaczewie na Ukrainie (otwarta w 1988 roku).
Oprócz sprzętu oznaczonego własną marką, firma Fischer Sports produkuje również narty do skoków narciarskich, sygnowane markami „Sport2000” (sieć sklepów ze sprzętem sportowym) oraz  BWT (producent instalacji do uzdatniania wody).

## Niektórzy sportowcy używający nart Fischer Sports

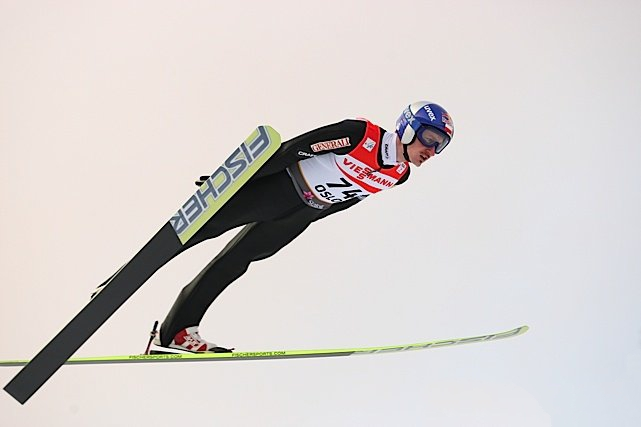
Adam Małysz (2011)

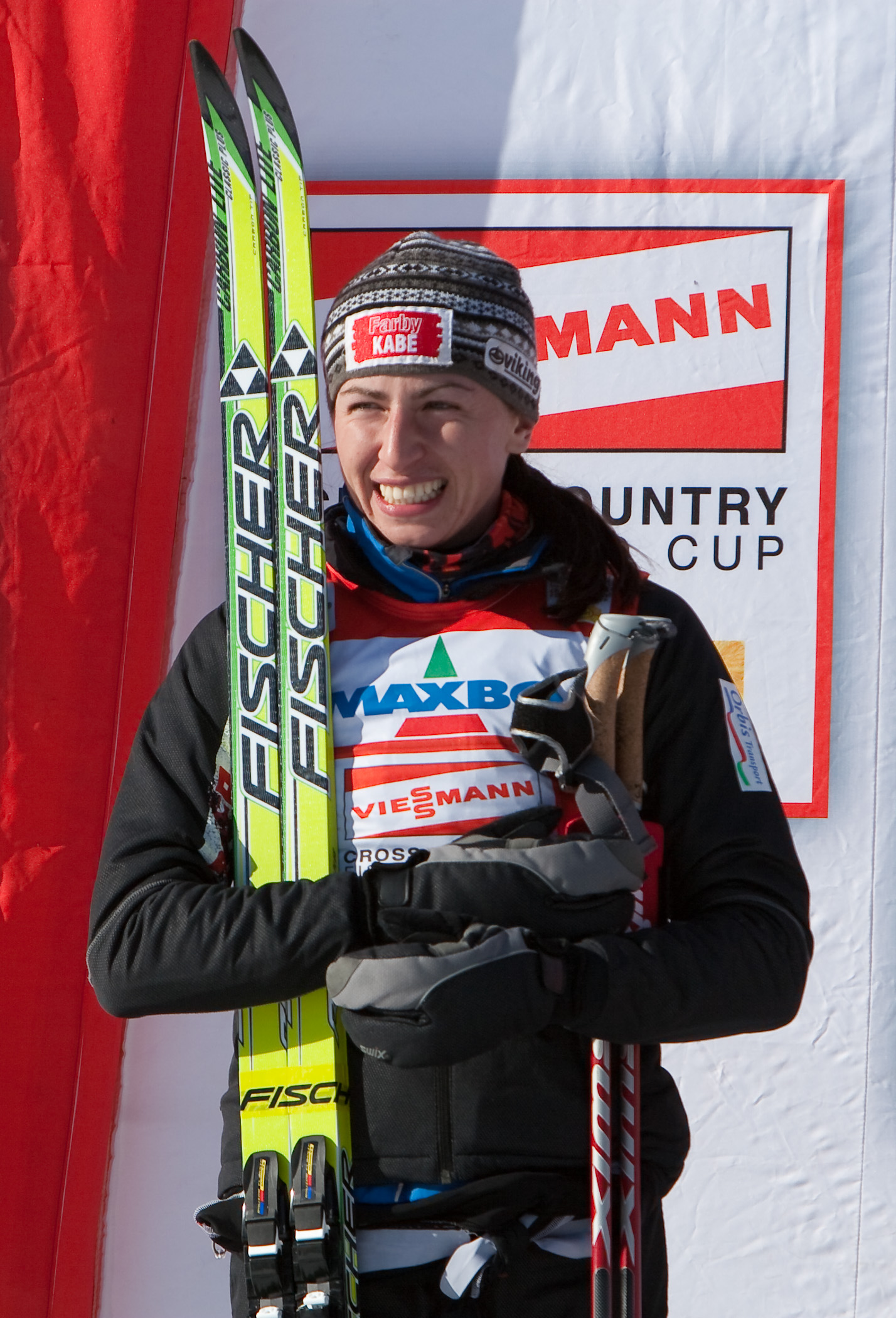
Justyna Kowalczyk (2009)

- Franz Klammer
- Thomas Wassberg
- Siergiej Sawieljew
- Lars Erik Eriksen
- Tommy Limby
- Toni Innauer
- Helmut Höflehner
- Atle Skaardal
- Thomas Stangassinger
- Bjørn Dæhlie
- Magdalena Forsberg
- Bente Skari
- Per Elofsson
- Ivica Kostelić
- Kathrin Hölzl
- Marit Bjoergen
- Thomas Morgenstern
- Adam Małysz
- Justyna Kowalczyk
- Dario Cologna
- Kaisa Mäkäräinen
- Kamil Stoch
- Simon Ammann
- Gregor Schlierenzauer